# Трабзон
Трабзон (тур. Trabzon), кроз историју познат и као Трапезунт (грч. Τραπεζούντα), град је у Турској у вилајету Трабзон. Налази се у североисточној Турској на обали Црног мора. Према процени из 2022. у граду је живело 293.661 становника.
Град је добио име по заравњеној планини у близини града (трапеза на грчком значи сто). Основали су га грчки трговци из Милета, верује се 756. године п. н. е. Град је био веома значајан у римско доба, као и после 1204. када је овде настало Трапезунтско царство. Под турску власт град је пао 1461. У овом граду је рођен најмоћнији турски султан Сулејман Величанствени.

## Становништво
Према процени, у граду је 2022. живело 293.661 становника.
| 1990.   | 2000.   | 2012.   |
| ------- | ------- | ------- |
| 161.886 | 214.949 | 312.060 |

## Саобраћај
Трабзон има стратешки значај због чињенице да се у граду укрштају путеви D010 и међународни пут Е97 (који се касније наставља као пут Е70) .
Такође, град је директном трајектном линијом повезан са Сочијем, градом у Русији.